# Confessions d'une star
Confessions d'une star (True Confessions of a Hollywood Starlet) est un téléfilm de comédie dramatique américain réalisé par Tim Matheson, diffusé le 9 août 2008 sur Lifetime.

## Synopsis
Morgan Carter est une très grande star de cinéma ayant l'âge de dix-sept ans qui se livre à tous les excès. Jusqu’au jour où elle perd connaissance à la sortie d’un club. Sa mère et son manager décident alors de l’envoyer au fin fond de l’Indiana, chez Trudy, une amie de la famille, afin de compléter sa cure de désintoxication et l’éloigner des tentations.
Pour Morgan, qui se fait désormais appeler Claudia Miller, une nouvelle vie commence, mais elle est inadaptée à la vie ordinaire : elle fait du cinéma depuis l’âge de cinq ans et n’a même jamais mis les pieds dans une école. Son défi étant de rester sobre et mener la vie d’une adolescente ordinaire.

## Fiche technique
- Titre original : True Confessions of a Hollywood Starlet
- Titre français : Confessions d'une star
- Réalisation : Tim Matheson
- Scénario : Elisa Bell, d'après le livre Hollywood Starlet (True Confessions of a Hollywood Starlet) de Lola Douglas
- Direction artistique : Sandy Smirle
- Décors : Marian Wihak
- Costumes : Resa McConaghy
- Photographie : David Herrington
- Montage : Charles Bornstein
- Musique : David Schwartz (en)
- Production : Mark Winemaker
- Société de production : Lifetime Television
- Société de distribution : Lifetime Television
- Pays d'origine :  États-Unis
- Langue originale : anglais
- Format : couleur
- Durée : 87 minutes
- Genre : comédie dramatique
- Dates de diffusion :
  -  États-Unis : 9 août 2008
  -  France : 21 avril 2009

## Distribution
- JoJo (VF : Edwige Lemoine) : Morgan Carter / Claudia Miller
- Valerie Bertinelli (VF : Véronique Alycia) : Tante Trudy
- Ian Nelson (VF : Pascal Nowak) : Eli
- Justin Louis (VF : Guillaume Lebon) : Sam, le manager
- Lynda Boyd (en) (VF : Danièle Douet) : Bianca Carter
- Shenae Grimes (VF : Laëtitia Godès) : Marissa
- Jennifer Miller : Bully
- Melanie Leishman (VF : Chantal Macé) : Emily
- Leah Renee Cudmore (en) (VF : Karine Foviau) : Debbie
- Jonathon Higgins (VF : Guillaume Orsat) : M. Sappey
- Victoria Snow (en) : Gaby

 Source et légende : version française (VF) sur RS Doublage et selon le carton du doublage français télévisuel.